# ラナン・ルリー

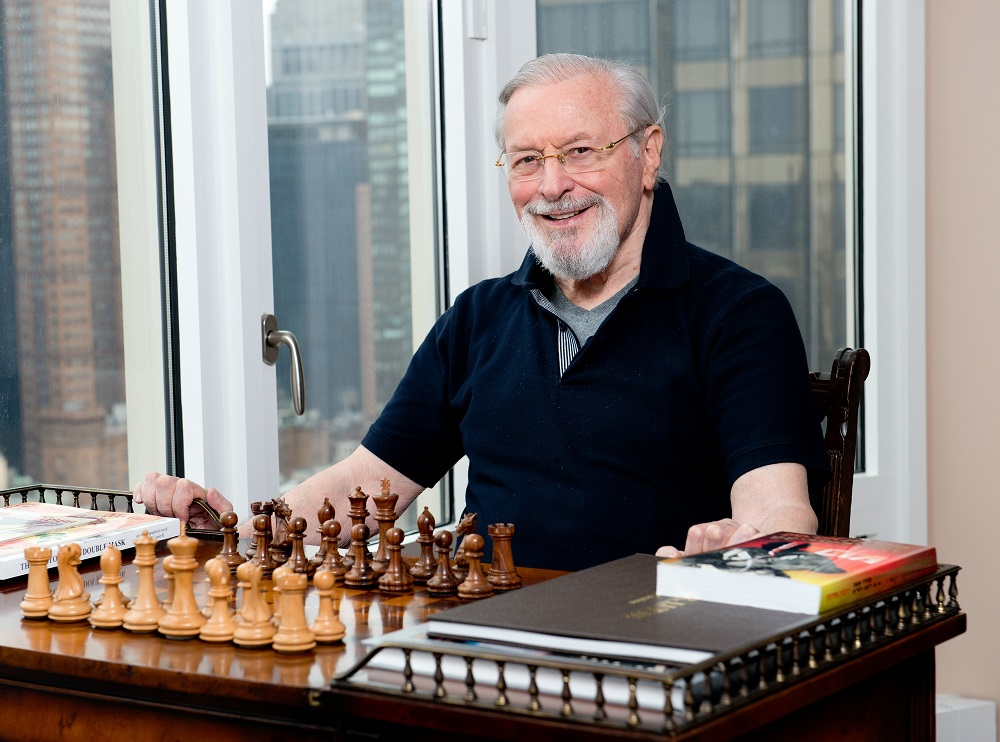
ラナン・ルリー

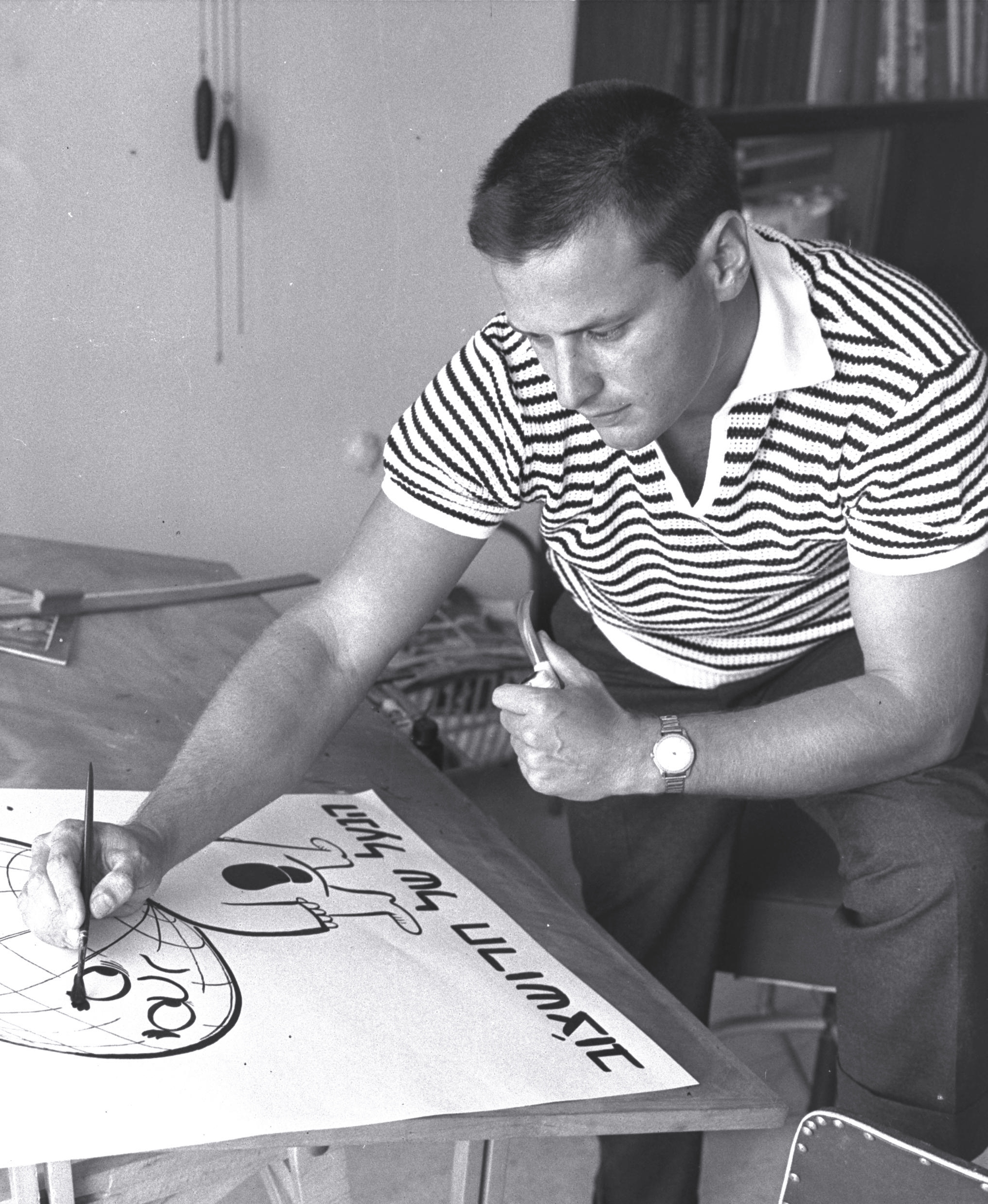
ラナン・ルリー（1961年）

ラナン・ルリー（Ranan R. Lurie、1932年5月26日 - 2022年6月8日） は、アメリカ合衆国の風刺漫画家、ジャーナリスト。イスラエル出身。戦略国際問題研究所の上級参与で国際連合特派員協会員。雑誌Cartoon Newsの編集者も務めた。
日本では朝日新聞と1983年から1984年にかけて専属契約を結び、連載を持った。

## 人物

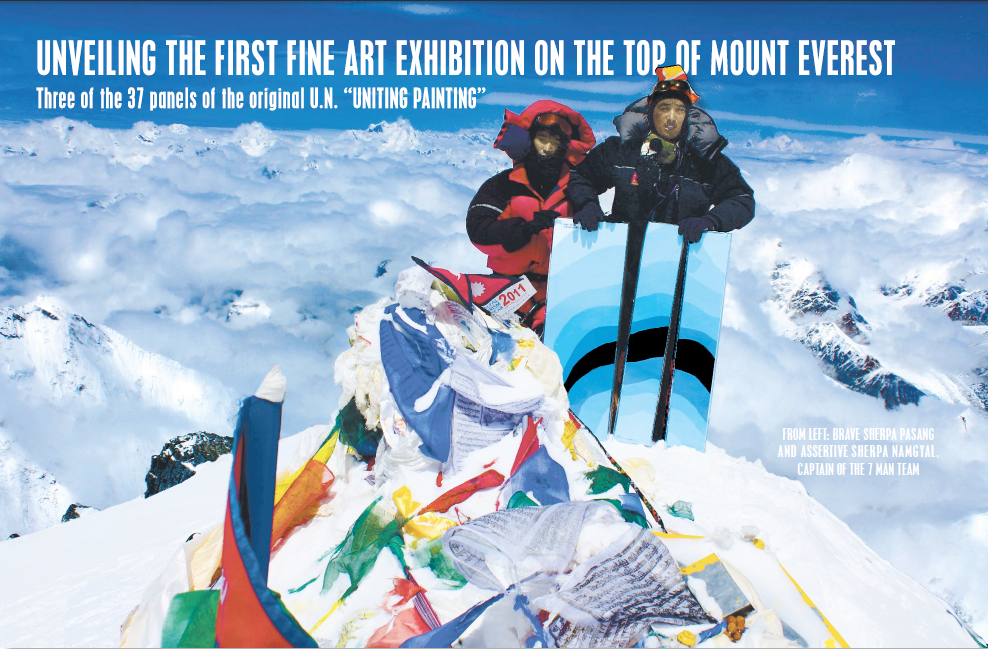
エベレストにて
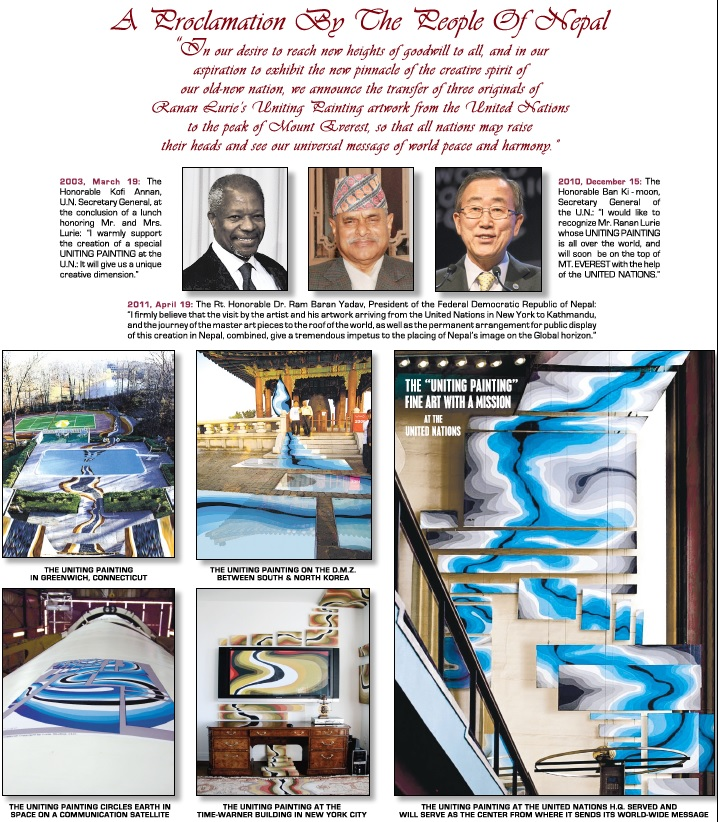

1974年にアメリカ市民権を取得して帰化した。
コネチカット州グリニッチ（en）に不動産業を営む妻と暮らしていた 。映画・テレビディレクターのロッド・ルーリーの父親である。メンサの会員でもある（インターナショナル会員）。
「国連の精神と理念の伝達を増強・促進・支援する」上で功績のあった漫画を広く認識させるため、国連特派員協会賞（UNCA Excellence in Journalism Awards）に「ラナン・ルリー政治漫画賞」（Ranan Lurie Political Cartoon Awards）が2000年に設けられた。この賞は総額1万8000ドルが贈呈される。
ルリーはギネス世界記録に2つの分野で掲載されている。一つは「世界でもっとも広く掲載された政治漫画家」、もう一つは「現存する中でもっとも古く家系を遡れる家族の一員」である。
2006年に風刺画家のプランチュとコフィー・アナン国際連合事務総長によって設立された風刺漫画家の国際ネットワーク「平和のための風刺漫画」の会員である。

2022年6月8日、死去（満90歳没）。

Gallery of Ranan Lurie cartoons
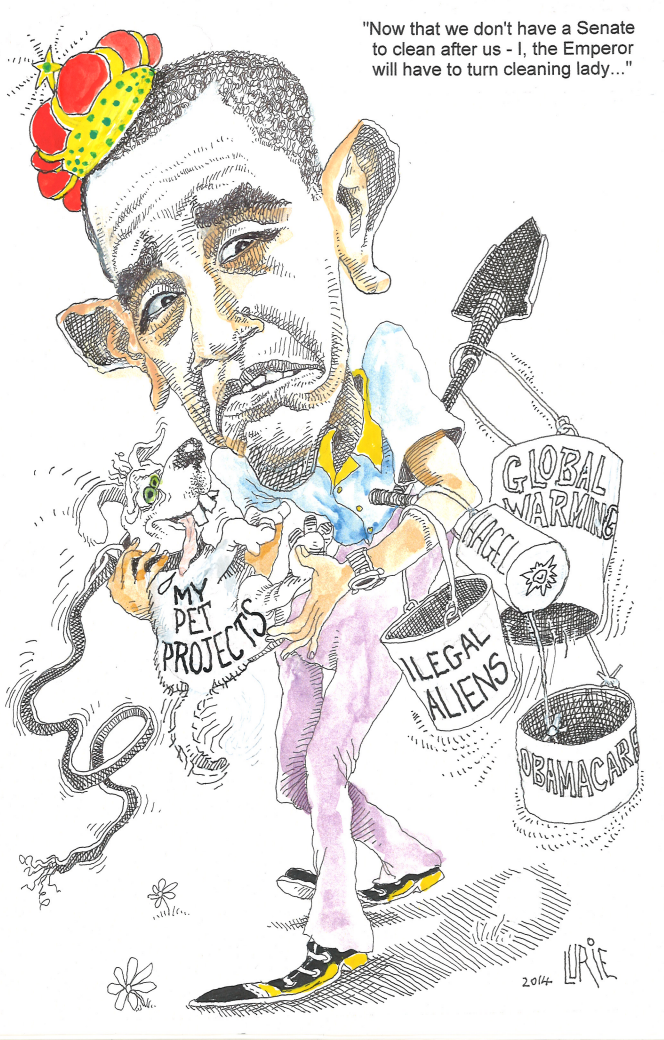
バラク・オバマ、2014年9月
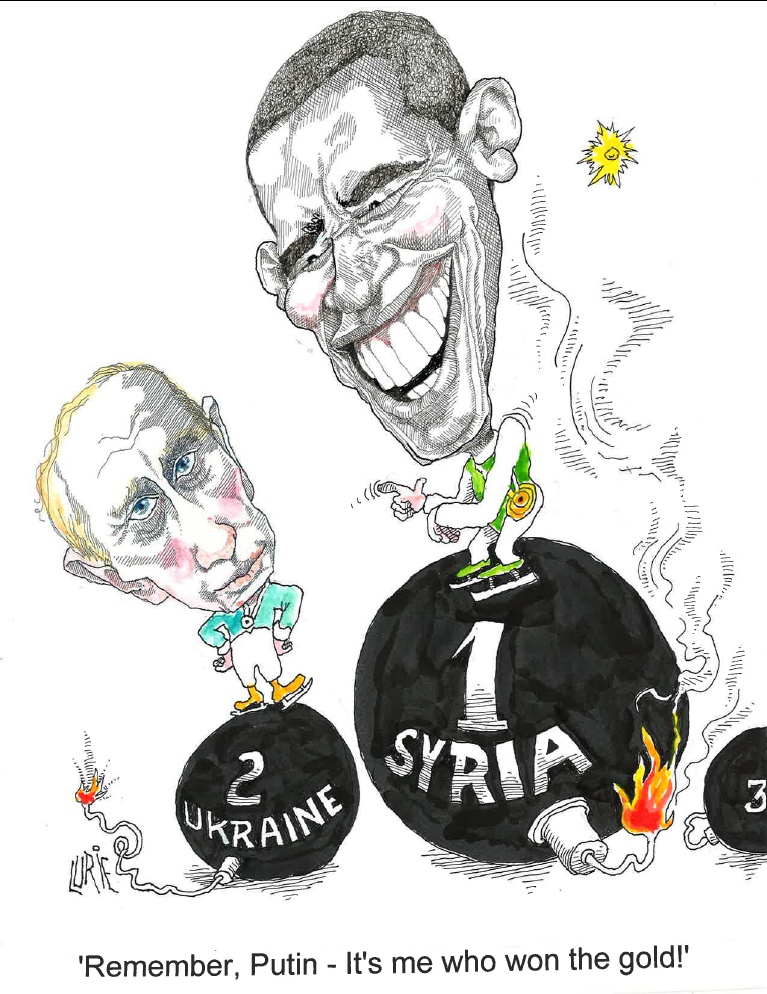
バラク・オバマとウラジミール・プーチン
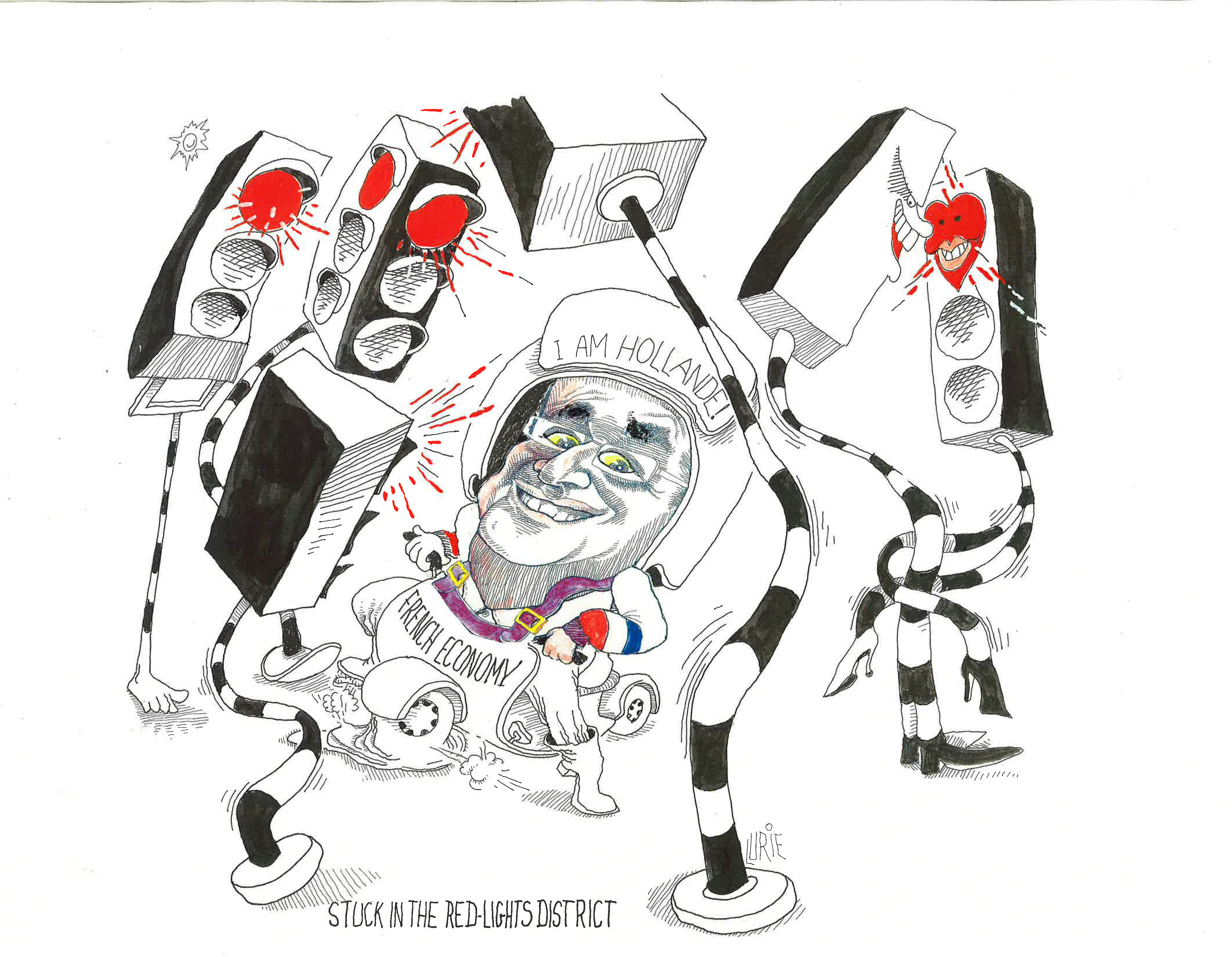
フランソワ・オランド
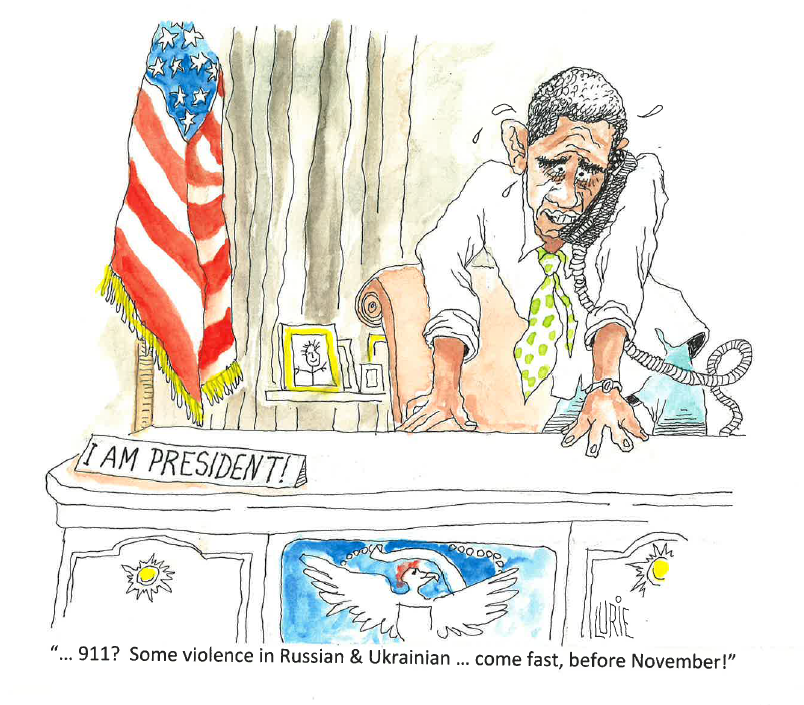
ロシアによるクリミアの併合の際のバラク・オバマ
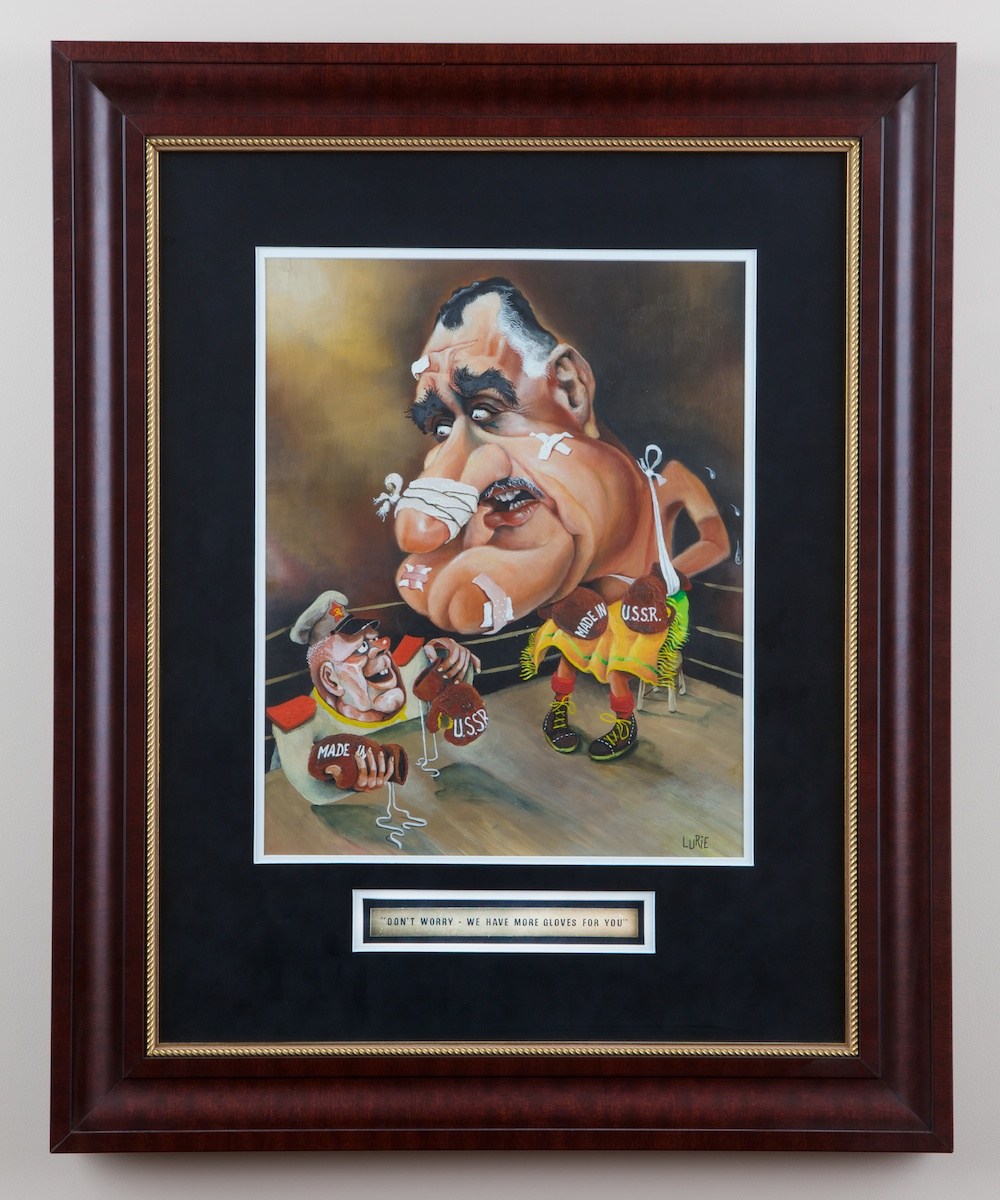
「心配しないでください。手袋はもっと用意しています。」1968年に『ライフ』誌に掲載された、エジプト大統領ナセルが六日間戦争の戦果から立ち直る姿を描いた絵画。
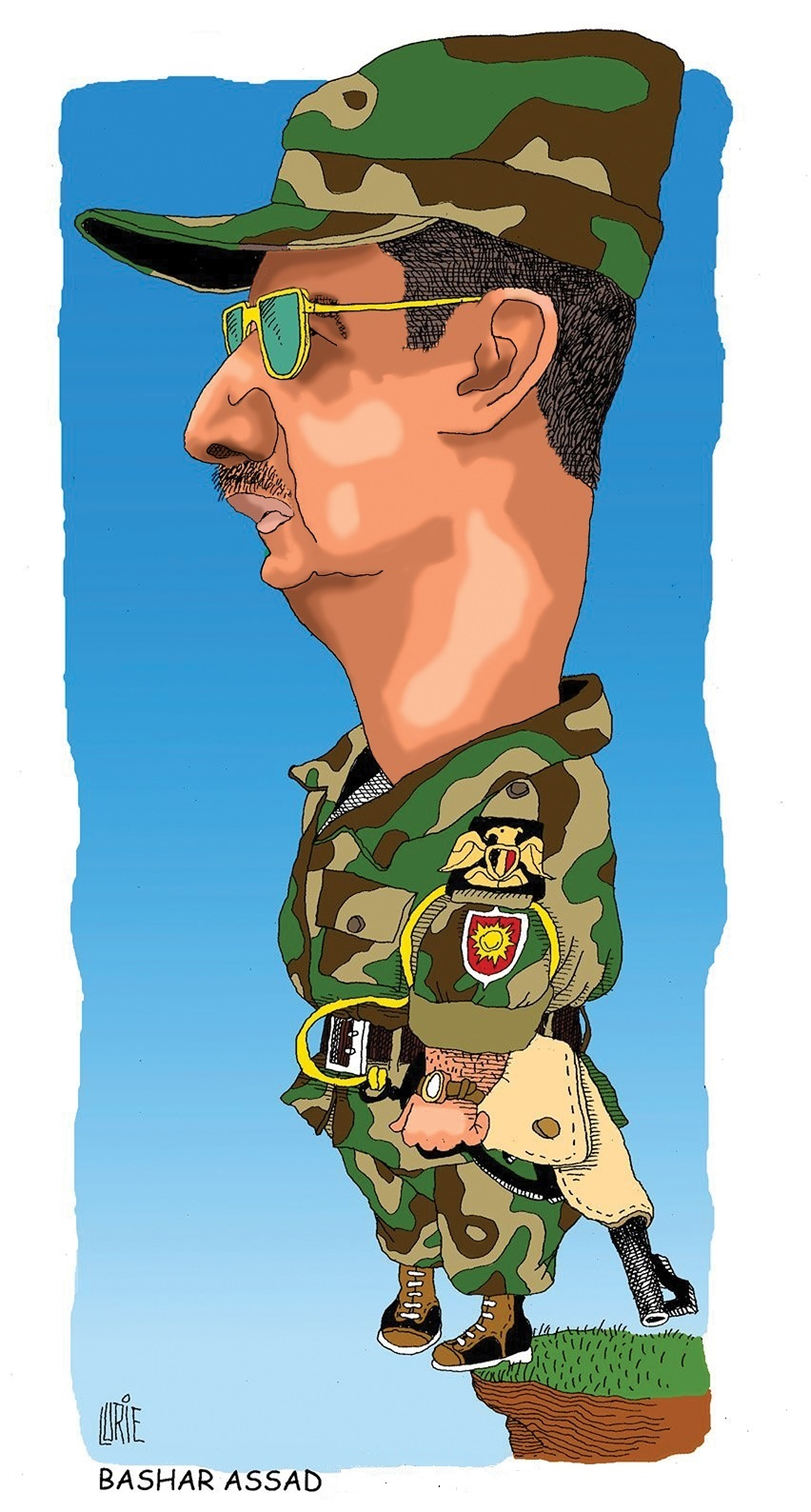
バッシャール・アサド、2000年
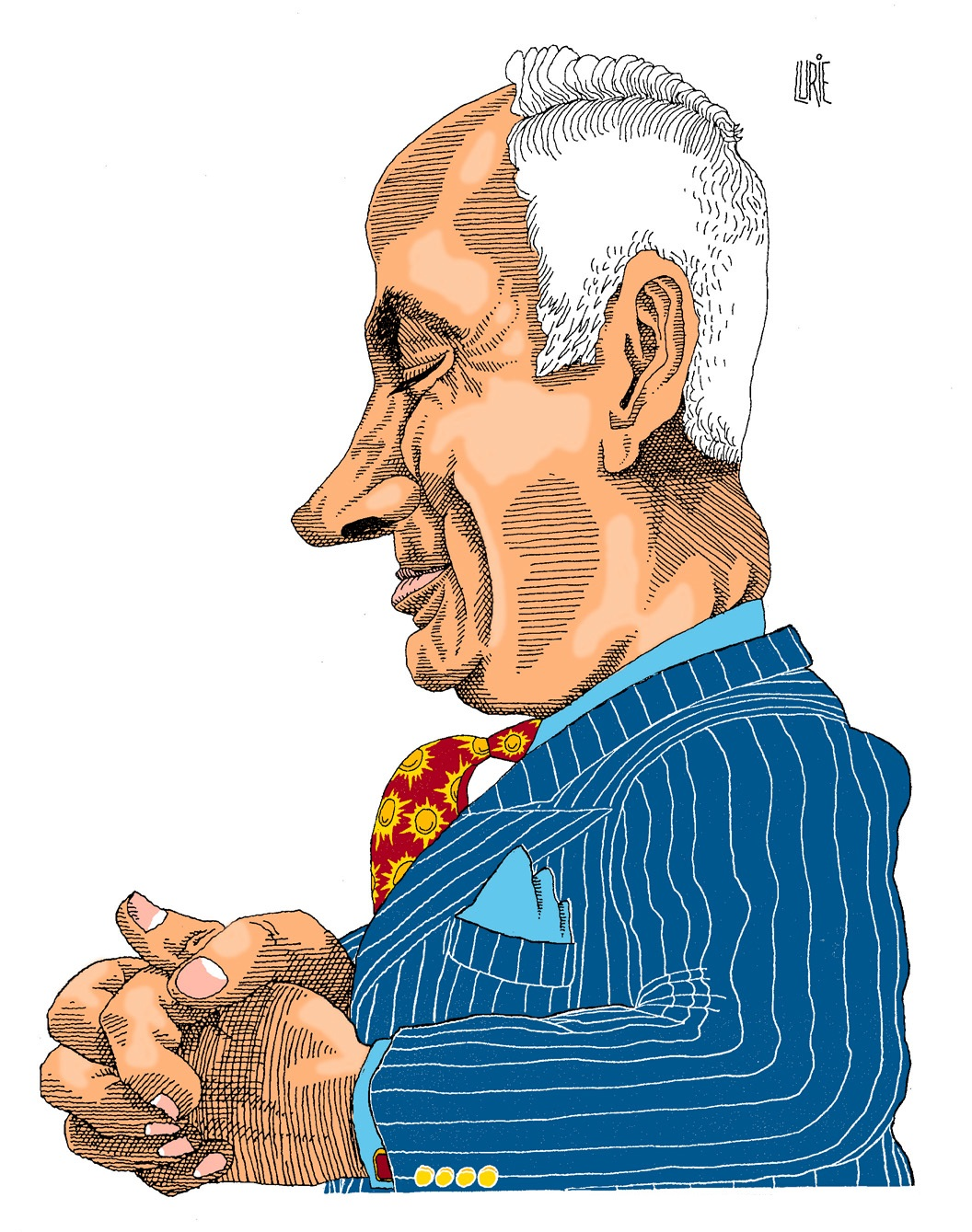
ベンヤミン・ネタニヤフ

- エベレストにて

## タローさん
ルリーは朝日新聞との専属契約時代に、「タローさん」という日本の国を象徴するキャラクターを創出した。この背景には、日本にはアンクル・サムのような国を象徴するキャラクターがなかったことと、「つり目や眼鏡に出っ歯」といった欧米でのステレオタイプな日本人像を変えたいというねらいがあった。タローさんは、重量挙げのユニホームを身につけた青年で、頭に「日本」と書いたはちまきを締め、ユニホームの胸には赤い円（日の丸）が描かれていた。このキャラクターはルリーの描いた風刺漫画で多用された。朝日新聞との契約満了の際、ルリーは朝日新聞の「名誉客員」に任命されたが、その理由の一つに「タローさん」の創出が挙げられている。

## 作品集（日本で刊行されたもの）
- 『タローさんの国際政治学』新潮社、1983年
- 『タローさんの政治漫画読本』新潮社、1984年　解説・口上：筑紫哲也